# Runaway Horses
| Recensione | Giudizio |
| ---------- | -------- |
| Allmusic   | [ 1 ]    |

Runaway Horses è il terzo album in studio della cantante statunitense Belinda Carlisle, pubblicato nel 1989.

## Il disco
All'album hanno collaborato molti musicisti tra cui alcuni nomi famosi come George Harrison, Bryan Adams e Steve Lukather dei Toto.
L'album ha raggiunto il 37º posto nella classifica Billboard 200 negli Stati Uniti e il 4º posto nella UK Albums Chart nel Regno Unito nel 1989. È stato anche l'ultimo album della Carlisle a piazzarsi in classifica negli Stati Uniti.

## Tracce
Gli autori dei brani secondo le note dell'album:
1. Leave a Light On – 4:37 (Rick Nowels, Ellen Shipley)
2. Runaway Horses – 4:42 (R. Nowels, E. Shipley)
3. Vision of You – 4:40 (R. Nowels, E. Shipley)
4. Summer Rain – 5:25 (Robbie Seidman, Maria Vidal)
5. La Luna – 4:43 (R. Nowels, E. Shipley)
6. (We Want) The Same Thing – 4:03 (R. Nowels, E. Shipley)
7. Deep Deep Ocean – 4:05 (Tom Kelly, Amy Sky, Billy Steinberg)
8. Valentine – 5:03 (David Munday, Sandy Stewart)
9. Whatever It Takes – 4:47 (R. Nowels, E. Shipley)
10. Shades of Michaelangelo – 5:52 (Charlotte Caffey, Belinda Carlisle)

## Formazione
Hanno partecipato alle registrazioni, secondo le note dell'album:
Musicisti
- Belinda Carlisle – voce
- Charles Judge – tastiere, piano
- Rick Nowels – chitarra, chitarra acustica, chitarra classica, tastiere
- David Munday – tastiere, chitarra, basso, loop batteria
- Ben Schultz – chitarra, chitarra 12 corde
- George Harrison – chitarra slide, chitarra 12 corde, basso
- X.Y. Jones – chitarra, chitarra elettrica
- Steve Lukather – chitarra
- Jimmie Haskell – accordion
- Sandy Stewart – piano
- John Pierce – basso
- Eric Pressly – basso
- Rudy Richman – batteria
- Luis Conte – percussioni, bongo, shaker
- Jorge Black – percussioni, tom-tom, basso
- Kenny Aronoff – batteria
- Paul Buckmaster – arrangiamenti orchestra e direzione
- Sid Page – violino
- Bryan Adams – cori
- Bekka Bramlett – cori
- Donna De Lory – cori
- Ellen Shipley – cori
- Maria Vidal – cori
- N'Dea Davenport – cori
- Carmen Twillie – cori
- Mona Lisa Young – cori
- Laura Harding – cori

Tecnici
- Rick Nowels – produzione
- Laura Harding – produzione
- Timothy McDaniel – produzione
- Robert Feist – ingegneria del suono
- David Leonard – ingegneria del suono
- Steve MacMillan – ingegneria del suono, missaggio
- Steve Marcantonio – ingegneria del suono
- Dave Meegan – ingegneria del suono
- Lawrence Ethan – assistente ingegnere del suono
- Lori Fumar – assistente ingegnere del suono
- Scott Symington – assistente ingegnere del suono
- Randy Wine – assistente ingegnere del suono
- Marc DeSisto – missaggio
- Shelly Yakus – missaggio
- Stephen Marcussen – mastering

## Classifiche
| Classifica (1989/90)        | Posizione massima |
| --------------------------- | ----------------- |
| Australia (ARIA)            | 6                 |
| Stati Uniti (Billboard 200) | 37                |
| Regno Unito (Albums Charts) | 4                 |